# Ewald Dytko
Ewald Dytko (született: Ewald Jan Dyttko; Katowice, 1914. október 18. – Katowice, 1993. június 13.), lengyel válogatott labdarúgó.
A lengyel válogatott tagjaként részt vett az 1936. évi nyári olimpiai játékokon és az 1938-as világbajnokságon.

## Pályafutása

### Klubcsapatokban
Felső-Szilézia keleti részének Lengyelországhoz csatolásával 1922-ben megkapta a lengyel állampolgárságot. Pályafutása nagy részét szülővárosa klubjaiban játszotta, a Dąb Katowicében, az 1. FC Katowicében a WMKS Katowicében és a Baildon Katowicében. A második világháború alatt Németországban játszott a Koblenz ban.

### A válogatottban
22 mérkőzést játszott a lengyel válogatottban. A lengyel színeket képviselve elődöntőig jutott az 1936-os berlini olimpián. 1938-ban részt vett a franciaországi labdarúgó-világbajnokságon, ahol a nyolcaddöntőben Brazília ellen játszhatott.

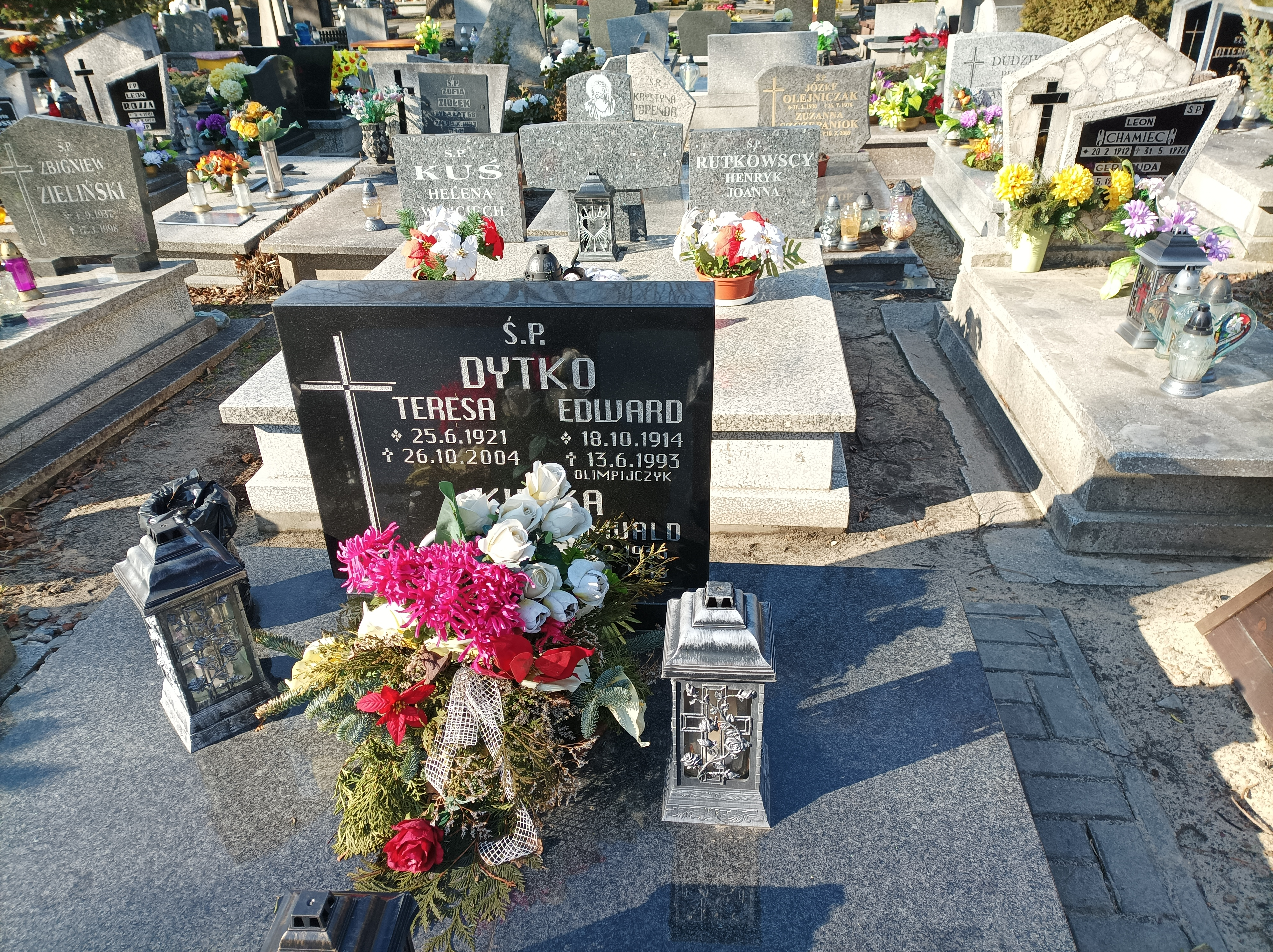
Sírja a Katowice-Dęba-i temetőben